# 天主教科盧韋齊教區
天主教科盧韋齊教區（拉丁語：Dioecesis Koluezensis）是剛果民主共和國一個羅馬天主教教區，屬盧本巴希總教區。
教區成立於1971年3月11日，位於該國東南部加丹加省西部。2006年有教友639,863人（佔轄區總人口58.6%）、三十一個堂區、七十三名司鐸。現任教區主教為涅斯托爾·恩戈伊·卡塔胡瓦。